# Giolou
Giolou (griechisch Γιόλου), oder auch Yolou, ist eine Gemeinde im Bezirk Paphos in der Republik Zypern. Bei der Volkszählung im Jahr 2021 hatte sie 814 Einwohner.

## Name
Für den Ursprung des Namens Giolou gibt es drei Versionen: Die vorherrschende Version besagt, dass sich der Name Giolou auf den Namen des Feudalherrn der Gegend während der byzantinischen Jahre oder der Zeit der fränkischen Herrschaft bezieht.
Eine andere Version besagt, dass der Name vom türkischen Wort yiol kommt, was Straße bedeutet. Giolou ist an die Hauptstraße angeschlossen, die Paphos mit Polis Chrysochous verbindet. Diese Version wird jedoch abgelehnt, da die Gemeinde auf Karten aus der Zeit vor der Ankunft der Türken in Zypern verzeichnet ist.
Eine weitere Version besagt, dass der Name auf den Gott Aiolos zurückgeht.

## Lage und Umgebung

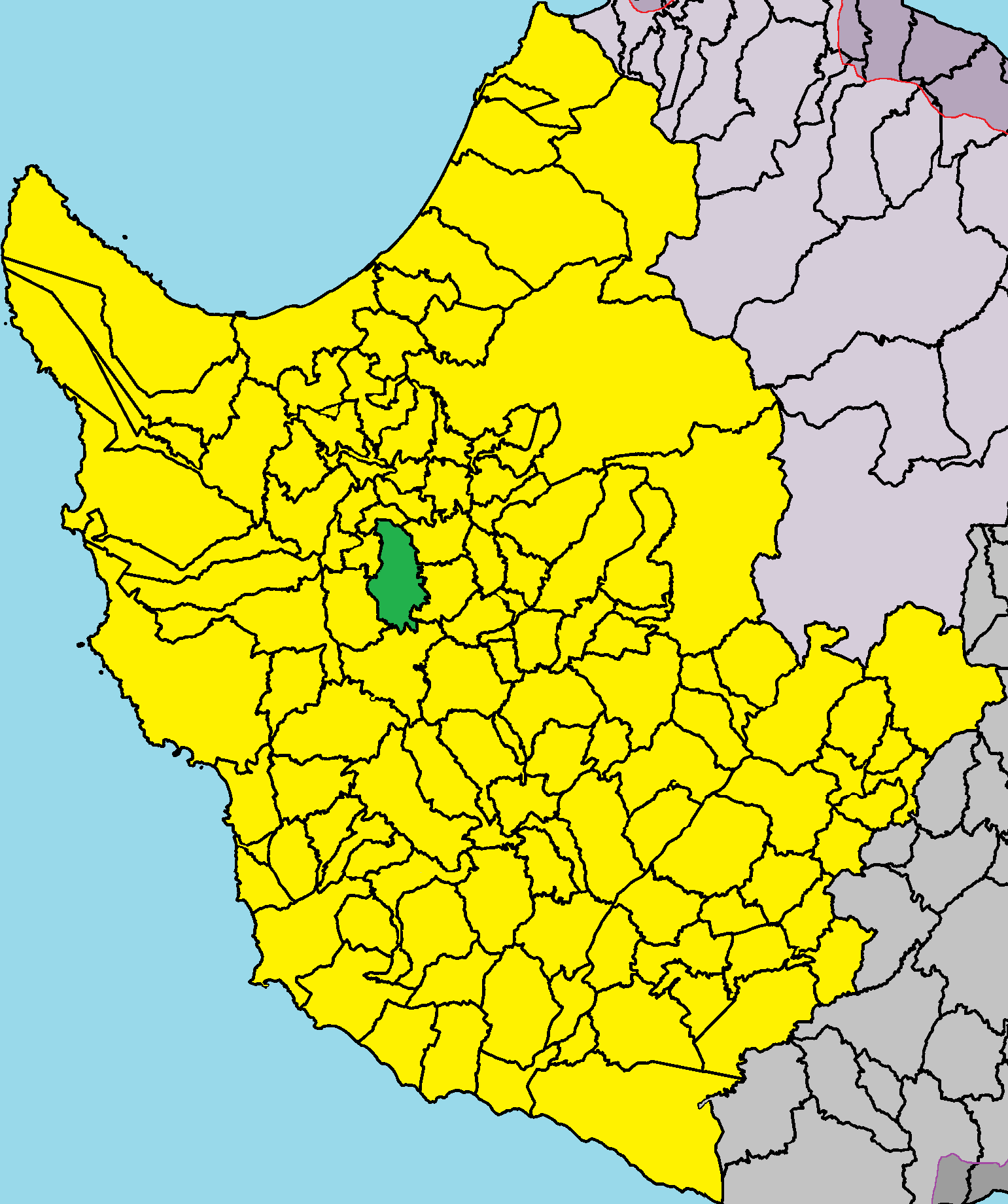
Lage im Bezirk Paphos

Giolou liegt im Westen der Mittelmeerinsel Zypern auf einer Höhe von etwa 300 Metern, etwa 20 Kilometer nördlich von Paphos, 170 Kilometer westlich von Nikosia und etwa 85 Kilometer von Limassol entfernt. Das 9,76347 Quadratkilometer große Dorf grenzt im Norden an Loukrounou, im Osten an Simou und Drymou, im Süden an Stroumbi und im Westen an Theletra und Miliou. Das Dorf kann über die Straße B7 erreicht werden.

## Geschichte
Während der Frankenzeit war Giolou ein Lehen des Hauses Montolif. Louis de Mas Latrie nahm Giolou in die Liste der Lehen und königlichen Güter der lusianischen und venezianischen Zeit auf. Darüber hinaus heißt es, dass es dem Comte de Roussier gehörte.

### Bevölkerungsentwicklung
Die Einwohnerzahl der Gemeinde nahm ständig zu. Die folgende Tabelle zeigt die Bevölkerung von Giolou, wie sie in den in Zypern durchgeführten Volkszählungen erfasst wurde.
| Jahr      | 1881 | 1891 | 1901 | 1911 | 1921 | 1931 | 1946 | 1960 | 1976 | 1982 | 1992 | 2001 | 2011 | 2021 |
| Einwohner | 302  | 317  | 319  | 365  | 375  | 421  | 508  | 605  | 632  | 647  | 724  | 737  | 762  | 814  |